# Pretty Peaches
Pretty Peaches és una pel·lícula de comèdia pornogràfica nord-americana de 1978 dirigida per Alex de Renzy i estrenada durant l'Edat d'Or del Porno. La pel·lícula és protagonitzada per Desireé Cousteau com a Peaches, descrita com "una dona sense preocupacions que s'enfonsa alegrement per la vida sense cap mena de preocupació". A la pel·lícula té un accident de cotxe després del casament del seu pare (John Leslie) i queda inconscient. La troben dos homes que s'aprofiten d'ella, abans d'oferir-se a ajudar-la quan es fa evident que té amnèsia.
Pretty Peaches era molt influïda per Candy de Terry Southern i Mason Hoffenberg, un homenatge al Candide de Voltaire.
Mentre que la pel·lícula inclou violència sexual, inclosa la violació lesbiana i un ènema forçat en un lavabo públic, una seqüència que es va eliminar de la majoria de llançaments de vídeos l'actitud irònica de la pel·lícula la manté al ritme. L'estrena en VHS d'Astronics/Telecine, Ltd. de la pel·lícula no està tallada amb l'escena d'ènema forçat intacta. Cousteau va rebre el premi a la millor actriu de l'Adult Film Association of America el 1978 per la seva actuació a la pel·lícula.
L'èxit de la pel·lícula va donar lloc a dues seqüeles, ambdues dirigides per Renzy:: Pretty Peaches 2 (1988) i Pretty Peaches and the Quest (1991) amb Siobhan Hunter i Keisha en els papers principals del 1988 i 1991 respectivament.